# Come with Me
Come with Me (englisch für „Komm mit mir“) ist ein Lied des US-amerikanischen Rappers Puff Daddy, das er zusammen mit dem britischen Gitarristen Jimmy Page aufnahm. Der Song wurde am 19. Juni 1998 als Single aus dem Soundtrack zum Film Godzilla veröffentlicht.

## Inhalt
In Come with Me rappt Puff Daddy aus der Perspektive des lyrischen Ichs und richtet sich an seine Feinde, die ihn betrogen, ausgenutzt oder hintergangen haben. Er komme jedoch stärker zurück und werde für immer da bleiben.

“Try to trap me, bad rap

Wiretap me, backstab me

Break the faith, fall from grace

Tell me lies, time flies

Close your eyes, come with me”

## Produktion
Das Lied wurde von Sean Combs selbst produziert. Dabei verwendete er ein Sample des Songs Kashmir der britischen Rockband Led Zeppelin aus dem Jahr 1975. Somit sind neben Sean Combs und Mark Curry auch die Led-Zeppelin-Mitglieder Jimmy Page, Robert Plant und John Bonham als Autoren angegeben. Das markante Gitarrenriff wurde von Jimmy Page und Tom Morello neu eingespielt. Daneben enthält der Song auch orchestrale Elemente.

## Musikvideo
Bei dem zu Come with Me in New York City gedrehten Musikvideo führte Howard Greenhalgh Regie. Es verzeichnet auf YouTube über vier Millionen Aufrufe (Stand Januar 2024). Zu Beginn liegt Puff Daddy mit einer Frau im Bett, bevor ihn Nachrichtenmeldungen über den Angriff des Monsters Godzilla auf New York City aus dem Schlaf reißen. Kurz darauf wird auch das Gebäude, in dem sich der Rapper befindet, attackiert. Er beginnt zu rappen und steht hinter einer eingeschlagenen Hauswand, während draußen Kämpfe toben und Chaos herrscht. Später fährt er mit dem Fahrstuhl nach oben und fliegt durch den Himmel. Nach der Landung auf einer Bühne gibt er ein Konzert mit Band und Orchester, während das Monster die Stadt verwüstet und nun auch Hubschrauber und Kampfflugzeuge im Einsatz sind. Jimmy Page ist derweil auf einer großen Reklamewand beim Gitarrespielen zu sehen. Am Ende erreicht Godzilla die Bühne und blickt Puff Daddy direkt in die Augen.

## Single

### Covergestaltung
Das Singlecover zeigt Puff Daddy, der komplett weiß gekleidet ist und eine Sonnenbrille trägt. Oben im Bild befinden sich die Schriftzüge Puff Daddy in Schwarz und featuring Jimmy Page in Weiß, während der schwarze Titel come with me rechts unten steht. Unten befindet sich zudem die Anmerkung music from Godzilla The Album. Der Hintergrund ist grün gehalten.

### Titellisten
Single
1. Come with Me (Radio Version) – 4:27
2. Come with Me (Morello Mix) – 5:17

Maxi
1. Come with Me (Radio Version) – 4:27
2. Come with Me (Morello Mix) – 5:17
3. Come with Me (Radio Album Version) – 6:06
4. Come with Me (Live Version) – 6:06

### Chartplatzierungen
Come with Me stieg am 6. Juli 1998 auf Platz elf in die deutschen Singlecharts ein und erreichte zwei Wochen später mit Rang drei die höchste Position, auf der es drei Wochen platziert war. Insgesamt hielt sich der Song 25 Wochen lang in den Top 100, davon 14 Wochen in den Top 10. Weitere Top-10-Platzierungen gelangen unter anderem im Vereinigten Königreich, in der Schweiz, Österreich, Finnland, Neuseeland, den Vereinigten Staaten, Belgien, Frankreich, Norwegen und Australien. In den deutschen Single-Jahrescharts 1998 erreichte das Lied Rang 15.
| ChartsChartplatzierungen       | Höchstplatzierung | Wochen |
| ------------------------------ | ----------------- | ------ |
| Deutschland (GfK)              | 3 (25 Wo.)        | 25     |
| Österreich (Ö3)                | 3 (21 Wo.)        | 21     |
| Schweiz (IFPI)                 | 2 (25 Wo.)        | 25     |
| Vereinigtes Königreich (OCC)   | 2 (14 Wo.)        | 14     |
| Vereinigte Staaten (Billboard) | 4 (20 Wo.)        | 20     |

| ChartsJahrescharts (1998)      | Platzierung |
| ------------------------------ | ----------- |
| Deutschland (GfK)              | 15          |
| Österreich (Ö3)                | 17          |
| Schweiz (IFPI)                 | 11          |
| Vereinigtes Königreich (OCC)   | 60          |
| Vereinigte Staaten (Billboard) | 47          |

### Verkaufszahlen und Auszeichnungen
Come with Me erhielt noch im Erscheinungsjahr in Deutschland für mehr als 500.000 verkaufte Einheiten eine Platin-Schallplatte. In den Vereinigten Staaten wurde es für über eine Million Verkäufe ebenfalls 1998 mit einer Platin-Schallplatte ausgezeichnet.

| Land/Region                  | Auszeichnungen für Musikverkäufe (Land/Region, Auszeichnung, Verkäufe) | Verkäufe  |
| ---------------------------- | ---------------------------------------------------------------------- | --------- |
| Australien (ARIA)            | Gold                                                                   | 35.000    |
| Belgien (BRMA)               | Platin                                                                 | 50.000    |
| Deutschland (BVMI)           | Platin                                                                 | 500.000   |
| Frankreich (SNEP)            | Silber                                                                 | 125.000   |
| Neuseeland (RMNZ)            | Gold                                                                   | 5.000     |
| Österreich (IFPI)            | Gold                                                                   | 25.000    |
| Schweden (IFPI)              | Gold                                                                   | 15.000    |
| Schweiz (IFPI)               | Gold                                                                   | 25.000    |
| Vereinigte Staaten (RIAA)    | Platin                                                                 | 1.000.000 |
| Vereinigtes Königreich (BPI) | Silber                                                                 | 200.000   |
| Insgesamt                    | 2× Silber · 5× Gold · 3× Platin ·                                      | 1.980.000 |

Hauptartikel: Sean Combs/Auszeichnungen für Musikverkäufe